# Ornitopter Boratiniego

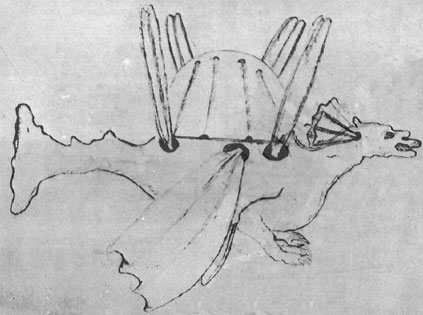
Rysunek Smoka Boratyniego

Ornitopter Boratyniego (Latający smok Boratyniego) – skrzydłowiec zaprojektowany przez Tytusa Boratyniego, pierwsza polska aerodyna. Model „Latającego smoka” wzbił się w powietrze w 1648 .

## Historia
Działający na dworze Władysława IV Wazy spolszczony Włoch Tytus Liwiusz Boratyni (Tito Livio Burattini) prowadził liczne próby z cięższymi od powietrza maszynami latającymi, po pierwszych nieudanych próbach doszedł do wniosku, że najbardziej praktyczna będzie konstrukcja skrzydłowca (ornitoptera). W 1647 napisał traktat Il volare non e imposible come fin hora universalmente e state creduto (Latanie nie jest niemożliwe, tak jak dotychczas powszechnie sądzono) w którym opisał dwuosobowy skrzydłowiec w kształcie smoka oraz wspomniał o możliwości zbudowania balonu przy użyciu gazu lżejszego od powietrza. „Latający smok” Boratyniego miał być napędzany dwoma głównymi skrzydłami napędowymi, czterema skrzydłami nośnymi i miał być sterowany dwoma skrzydełkami napędowymi. Wszystkie skrzydła miały być sprzężone ze sobą i napędzane przez siłę mięśni jednego z dwóch pasażerów Smoka którzy mieli pracować na zmianę. Kadłub aerodyny wykonany był z drewna i fiszbinów, był kryty płótnem. W razie lądowania na wodzie kadłub mógł się na niej unosić jak łódka, a w przypadku uszkodzenia skrzydeł na Smoku umieszczono rozkładany za pomocą sprężyn spadochron. Przed rozpoczęciem konstrukcji maszyny Boratyni starał się o uzyskanie od króla pięciuset talarów na jej konstrukcję.
Na przełomie 1647/1648 Boratyni zbudował model Smoka o długości około 150 centymetrów, model napędzany był napiętymi sprężynami przenoszącymi energię do skrzydeł za pomocą systemu kół i dźwigni. Pierwszy lot modelu, z kotem na pokładzie, odbył się w 1648, w czasie drugiego lotu doszło do uszkodzenia mechanizmu i model z nieruchomymi skrzydłami spadł na ziemię.
W późniejszym czasie Boratyni zbudował jeszcze jeden model Smoka, który był łatwo rozkładany na części, ten model został przesłany do Francji jako dowód, że była to konstrukcja oryginalna, a nie bazująca na wcześniejszej maszynie latającej autorstwa d'Essona z Reims.
Maszyna latająca Boratyniego wspominana jest przez ówczesnych mu uczonych takich jak Christiaan Huygens, Marin Mersenne, Gilles Roberval, Theodore Haak czy Johann Joachim Becher.